# Rudolf Sachsenweger
Rudolf Sachsenweger (* 29. Februar 1916 in Nahlendorf; † 20. November 2007 in Leipzig) war ein deutscher Augenarzt.

## Leben
Rudolf Sachsenweger wurde als Sohn eines Lehrers und Kantors geboren. Nachdem er zunächst ebenfalls als Lehrer und Kantor gearbeitet hatte, begann er 1941 – nach dem Wehrdienst – ein Studium der Medizin an der Universität Halle-Wittenberg, das er nach Kriegsteilnahme und Gefangenschaft fortsetzte und 1951 mit der Promotion abschloss. 1956 habilitierte er sich mit der Studie Experimentelle und klinische Untersuchungen des stereoskopischen Raumes. Von 1958 bis zur Emeritierung 1981 war Sachsenweger ordentlicher Professor für Augenheilkunde und Direktor der Augenklinik an der Universität Leipzig.
Er war verheiratet und hatte mit seiner Gattin Brunhilde zwei Söhne, die ebenfalls Augenärzte sind.

## Werk
Sein Arbeitsgebiet war recht breit angelegt und reichte von Augenerkrankungen im Kindesalter bis zur Altersforschung, von Brillenlehre bis zum Gutachterwesen. Er war Autor und Herausgeber mehrerer Fachbücher, u. a. Ophthalmologische Optik und Brillenlehre (1962), Augenkrankheiten im Kindesalter (1973) und Kompendium und Atlas der Augenheilkunde (1976), Neuroophthalmologie (1977), aber auch von Kinderbüchern, u. a. Sehübungen oder Was siehst du?

## Ehrungen und Mitgliedschaften
Rudolf Sachsenweger war Mitglied mehrerer wissenschaftlicher Organisationen, u. a. der Société Français d’Ophtalmologie (seit 1960), der Deutschen Akademie der Naturforscher Leopoldina (seit 1969) und der Sächsischen Akademie der Wissenschaften (seit 1980). 1967 wurde er mit dem von-Graefe-Preis der Deutschen Ophthalmologischen Gesellschaft (DOG) ausgezeichnet. Von 1980 bis 1984 war er Präsident der European Ophthalmological Society. Die Sächsische Augenärztliche Gesellschaft, die Deutsche Ophthalmologische Gesellschaft, die Julius-Hirschberg-Gesellschaft und die European Strabismological Association (ESA) ernannten ihn zum Ehrenmitglied.
Im Jahr 1996 wurde er anlässlich seines 80. Geburtstages zum Ehrendoktor der Medizinischen Fakultät der Universität Leipzig ernannt.